# Premio César per la migliore sceneggiatura originale o il miglior adattamento
Il premio César per la migliore sceneggiatura originale o il miglior adattamento (César du meilleur scénario original ou adaptation) è un premio cinematografico francese assegnato annualmente dall'Académie des arts et techniques du cinéma dal 1976 al 2005.
Nel periodo dal 1983 al 1985 sono stati assegnati due distinti premi, uno per la migliore sceneggiatura originale e un altro per il miglior adattamento, poi definitivamente reintrodotti dall'edizione del 2006.

## Albo d'oro
I vincitori sono indicati in grassetto, a seguire gli altri candidati.
- 1976: Bertrand Tavernier e Jean Aurenche - Che la festa cominci... (Que la fête commence)
  - Robert Enrico e Pascal Jardin - Frau Marlene (Le vieux fusil)
  - Jacques Rouffio e Georges Conchon - I baroni della medicina (Sept morts sur ordonnance)
  - Jean Charles Tacchella - Cugino, cugina (Cousin, cousine)
- 1977: Jean Aurenche e Bertrand Tavernier - Il giudice e l'assassino (Le juge et l'assassin)
  - Jean-Loup Dabadie - Certi piccolissimi peccati (Un éléphant ça trompe énormément)
  - Claude Miller e Luc Béraud - La Meilleure Façon de marcher
  - Francis Veber - Professione... giocattolo (Le jouet)
- 1978: David Mercer - Providence
  - Michel Audiard - Morte di una carogna (Mort d'un pourri)
  - Jean-Claude Carrière e Luis Buñuel - Quell'oscuro oggetto del desiderio (Cet obscur objet du désir)
  - Jean-Loup Dabadie - Andremo tutti in paradiso (Nous irons tous au paradis)
- 1979: Gilles Perrault e Michel Deville - Dossier 51 (Le dossier 51)
  - Christian de Chalonge e Pierre Dumayet - I soldi degli altri (L'argent des autres)
  - Georges Conchon e Jacques Rouffio - Zucchero (Le sucre)
  - Claude Sautet e Jean-Loup Dabadie - Una donna semplice (Une histoire simple)
- 1980: Bertrand Blier - Buffet freddo (Buffet froid)
  - Alain Corneau e Georges Perec - Il fascino del delitto (Série noire)
  - Jacques Doillon - La drôlesse
  - Henri Verneuil e Didier Decoin - I... come Icaro (I... comme Icare)
- 1981: François Truffaut e Suzanne Schiffman - L'ultimo metrò (Le dernier métro)
  - Jean Gruault - Mio zio d'America (Mon oncle d'Amérique)
  - John Guare - Atlantic City, Usa (Atlantic City)
  - Bertrand Tavernier e David Rayfiel - La morte in diretta (La mort en direct)
- 1982: Claude Miller, Jean Herman e Michel Audiard - Guardato a vista (Garde à vue)
  - Jean Aurenche e Bertrand Tavernier - Colpo di spugna (Coup de torchon)
  - Gérard Brach - La guerra del fuoco (La guerre du feu)
  - Pierre Granier-Deferre e Jean-Marc Roberts - Une étrange affaire
- 1983 - 1985: vedi Premio César per la migliore sceneggiatura originale e Premio César per il miglior adattamento
- 1986: Coline Serreau - Tre uomini e una culla (Trois hommes et un couffin) 
  - Jacques Deray e Michel Audiard - Shocking Love (On ne meurt que 2 fois)
  - Michel Deville - Pericolo nella dimora  (Péril en la demeure)
  - Annie Miller, Luc Béraud, Bernard Stora e Claude Miller - L'Effrontée - Sarà perché ti amo? (L'Effrontée)
  - André Téchiné e Olivier Assayas - Rendez-vous
- 1987: Alain Cavalier e Camille de Casabianca - Thérèse
  - Claude Berri e Gérard Brach - Jean de Florette
  - Bertrand Blier - Lui portava i tacchi a spillo (Tenue de soirée)
  - Francis Veber - Due fuggitivi e mezzo (Les fugitifs)
- 1988: Louis Malle - Arrivederci ragazzi (Au revoir les enfants) 
  - Jean-Loup Hubert - Innocenza e malizia (Le grand chemin)
  - Patrice Leconte e Patrick Dewolf - Tandem
  - Éric Rohmer - L'amico della mia amica (L'ami de mon amie)
  - Colo Tavernier - Quarto comandamento (La passion Béatrice)
- 1989: Étienne Chatiliez e Florence Quentin - La vita è un lungo fiume tranquillo (La vie est un long fleuve tranquille) 
  - Claude de Givray, Annie Miller, Claude Miller, François Truffaut e Luc Béraud - La piccola ladra (La petite voleuse)
  - Rosalinde Deville e Michel Deville - La lettrice (La lectrice)
  - François Dupeyron - Drôle d'endroit pour une rencontre
- 1990: Bertrand Blier - Troppo bella per te! (Trop belle pour toi) 
  - Pierre Jolivet e Olivier Schatzky - Forza maggiore (Force majeure)
  - Éric Rochant - Un mondo senza pietà (Un monde sans pitié)
  - Bertrand Tavernier e Jean Cosmos - La vita e niente altro ( La vie et rien d'autre)
- 1991: Christian Vincent e Jean-Pierre Ronssin - La timida (La discrète) 
  - Jean-Claude Carrière e Jean-Paul Rappeneau - Cyrano de Bergerac
  - Jacques Doillon - Le Petit Criminel
  - Claude Klotz e Patrice Leconte - Il marito della parrucchiera (Le mari de la coiffeuse)
- 1992: Gilles Adrien, Marc Caro e Jean-Pierre Jeunet - Delicatessen
  - Bertrand Blier - Merci la vie - Grazie alla vita (Merci la vie)
  - Alain Corneau e Pascal Quignard - Tutte le mattine del mondo (Tous les matins du monde)
  - Maurice Pialat - Van Gogh
- 1993: Coline Serreau - La crisi! (La crise) 
  - Michel Alexandre e Bertrand Tavernier - Legge 627 (L.627)
  - Cyril Collard e Claude Sautet - Notti selvagge (Les nuits fauves)
  - Arnaud Desplechin - La Sentinelle
  - Jacques Fieschi - Un cuore in inverno  (Un cœur en hiver)
- 1994: Jean-Pierre Bacri e Agnès Jaoui - Smoking/No Smoking
  - Claude Berri e Arlette Langmann - Germinal
  - Pascal Bonitzer e André Téchiné - Ma saison préférée
  - Krzysztof Kieślowski e Krzysztof Piesiewicz - Tre colori: Film Blu (Trois couleurs: Bleu)
  - Jean-Marie Poiré e Christian Clavier - I visitatori (Les visiteurs)
- 1995: André Téchiné, Gilles Taurand e Olivier Massart - L'età acerba (Les roseaux sauvages) 
  - Jacques Audiard e Alain Le Henry - Regarde les hommes tomber
  - Michel Blanc - Il sosia (Grosse fatigue)
  - Patrice Chéreau e Danièle Thompson - La Regina Margot (La Reine Margot)
  - Krzysztof Kieślowski e Krzysztof Piesiewicz - Tre colori: Film Rosso (Trois couleurs: Rouge)
- 1996: Telsche Boorman e Josiane Balasko - Peccato che sia femmina (Gazon maudit) 
  - Caroline Eliacheff e Claude Chabrol - Il buio nella mente (La cérémonie)
  - Jacques Fieschi e Claude Sautet - Nelly e Mr. Arnaud (Nelly et monsieur Arnaud)
  - Mathieu Kassovitz - L'odio (La haine)
  - Florence Quentin - La felicità è dietro l'angolo (Le bonheur est dans le pré)
- 1997: Cédric Klapisch, Agnès Jaoui e Jean-Pierre Bacri - Aria di famiglia (Un air de famille) 
  - Gabriel Aghion e Patrick Timsit - Di giorno e di notte (Pédale douce)
  - Alain Le Henry e Jacques Audiard - Un héros très discret
  - Bertrand Tavernier e Jean Cosmos - Capitan Conan (Capitaine Conan)
  - Rémi Waterhouse - Ridicule
- 1998: Agnès Jaoui e Jean-Pierre Bacri - Parole, parole, parole... (On connaît la chanson) 
  - Michel Alexandre e Alain Corneau - Le cousin
  - Robert Guédiguian e Jean-Louis Milesi - Marius e Jeannette (Marius et Jeannette)
  - Manuel Poirier e Jean-François Goyet - Western - Alla ricerca della donna ideale (Western)
  - Gilles Taurand e Anne Fontaine - Nettoyage à sec
- 1999: Francis Veber - La cena dei cretini (Le dîner de cons) 
  - Nicole Garcia e Jacques Fieschi - Place Vendôme
  - Danièle Thompson, Patrice Chéreau e Pierre Trividic - Ceux qui m'aiment prendront le train
  - Radu Mihăileanu - Train de vie - Un treno per vivere (Train de vie)
  - Érick Zonca e Roger Bohbot - La vita sognata degli angeli (La vie rêvée des anges)
- 2000: Tonie Marshall - Sciampiste & Co. (Vénus beauté (Institut)) 
  - Michel Deville - La maladie de Sachs
  - Serge Frydman - La ragazza sul ponte (La fille sur le pont)
  - Pierre Jolivet e Simon Michaël - La truffa degli onesti (Ma petite entreprise)
  - Danièle Thompson e Christopher Thompson - Pranzo di Natale (La bûche)
- 2001: Agnès Jaoui e Jean-Pierre Bacri - Il gusto degli altri (Le goût des autres) 
  - Laurent Cantet e Gilles Marchand - Risorse umane (Ressources humaines)
  - Dominik Moll e Gilles Marchand - Harry, un amico vero (Harry, un ami qui vous veut du bien)
  - Gilles Taurand e Bernard Rapp - Un affare di gusto (Une affaire de goût)
  - Yves Thomas e Patricia Mazuy - Saint-Cyr
- 2002: Jacques Audiard e Tonino Benacquista - Sulle mie labbra (Sur mes lèvres) 
  - François Dupeyron - La chambre des officiers
  - Jean-Pierre Jeunet e Guillaume Laurant - Il favoloso mondo di Amélie (Le fabuleux destin d'Amélie Poulain)
  - Coline Serreau - Chaos
  - Danis Tanović - No Man's Land
- 2003: Costa-Gavras e Jean-Claude Grumberg - Amen. (Amen) 
  - Michel Blanc - Embrassez qui vous voudrez
  - Ronald Harwood - Il pianista (The Pianist)
  - Cédric Klapisch - L'appartamento spagnolo (L'auberge espagnole)
  - François Ozon e Marina de Van - 8 donne e un mistero (8 Femmes)
- 2004: Denys Arcand - Le invasioni barbariche (Les invasions barbares) 
  - Lucas Belvaux - Dopo la vita (Après la vie), Rincorsa (Cavale) e Una coppia perfetta (Un couple épatant)
  - Julie Bertucelli, Roger Bohbot e Bernard Renucci - Da quando Otar è partito (Depuis qu'Otar est parti)
  - Alain Corneau - Stupore e tremori
  - Jean-Paul Rappeneau e Patrick Modiano - Bon Voyage
- 2005: Abdel Kechiche e Ghalia Lacroix - La schivata (L'esquive) 
  - Arnaud Desplechin e Roger Bohbot - I re e la regina (Rois et reine)
  - Agnès Jaoui e Jean-Pierre Bacri - Così fan tutti (Comme une image)
  - Jean-Pierre Jeunet e Guillaume Laurant - Una lunga domenica di passioni (Un long dimanche de fiançailles)
  - Olivier Marchal, Frank Mancuso e Julien Rappeneau - 36 Quai des Orfèvres